# Asbest
|  | Aquest article tracta sobre el material. Vegeu-ne altres significats a «Asbest (Rússia)». |

Asbest és el terme emprat per tal de designar els minerals amfíbols fibrosos i amb lluïssor sedosa que solen presentar coloracions blanques, grises o verdes, així com alguns minerals del grup de les serpentines que presenten característiques similars. Cal diferenciar entre tres definicions principals dels asbestos, la primera és purament mineralògica i fa referència a diferents minerals que comparteixen determinades característiques; la segona és comercial i fa referència als materials que es comercialitzaven sota aquest nom, com ara el crisòtil, l'amosita i la crocidolita; també s'emprava aquest terme per als productes que contenien asbest. Finalment, cal destacar l'ús epidemiològic del terme, sobretot pel que fa als asbestos com a materials que poden causar danys, sobretot a nivell respiratori; aquests asbests inclouen amfíbols i serpentines però també algunes zeolites com ara l'erinoita, i altres minerals fibrosos.

## Etimologia
El terme «asbest» va ser emprat per primer cop al segle XVII i deriva del grec antic ἄσβεστος, que significa insaciable o inextingible, en referència a l'ús d'aquest material en la fabricació de metxes per a espelmes que mai no arribaven a cremar-se. En català els asbests també poden rebre els noms populars de pedra blenera, pedra llinosa o pedra de fils.

## Característiques
Els minerals d'asbest tenen fibres llargues i resistents que es poden separar i són prou flexibles com per ser entrellaçades i també resisteixen altes temperatures. A causa d'aquestes característiques, l'asbest s'ha emprat en una gran varietat de productes manufacturats, principalment en materials de construcció (teules, rajoles i rajoles vidriades, productes de paper i productes de ciment amb asbest), productes de fricció (embragatges d'automòbils, frens, components de transmissió) teixits termoresistents, envasos, empaquetaments i revestiments. Alguns productes de vermiculita o de talc poden contenir asbest.
L’asbest és un excel·lent aïllant elèctric i és altament resistent a la calor, de manera que durant molts anys es va utilitzar com a material de construcció. No obstant això, ara és un perill notori per a la salut i la seguretat i l’ús d’asbest com a material de construcció és il·legal a molts països. La inhalació de fibres d’amiant pot provocar diverses afeccions pulmonars greus, incloses l'asbestosi i el càncer.

## Contaminació per asbest

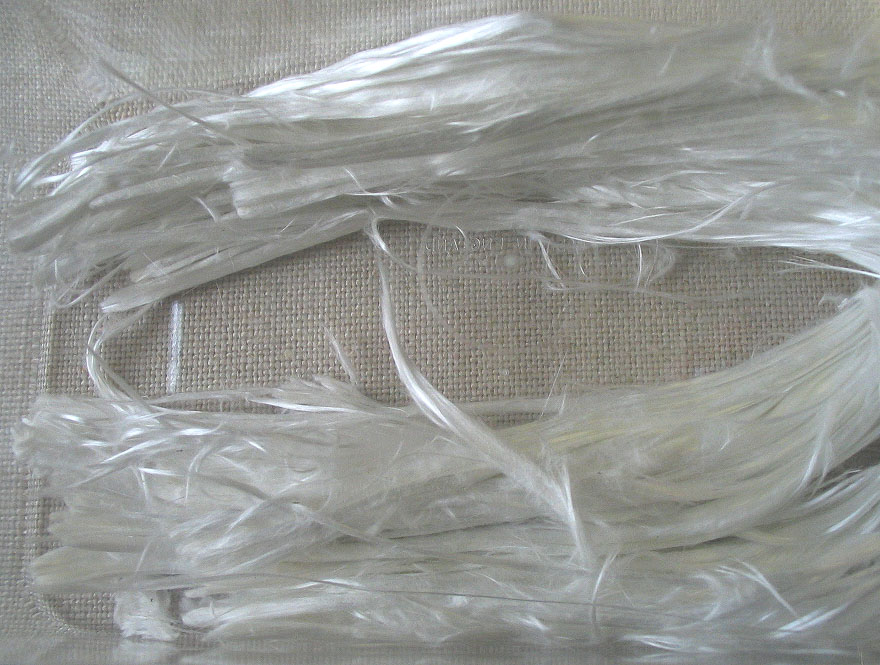
Fibres d'asbest.

Les fibres d'asbest poden passar a l'aire o a l'aigua a causa de la degradació dels dipòsits naturals o dels productes manufacturats d'asbest.
No s'evaporen a l'aire ni es dissolen amb l'aigua. Les fibres de diàmetre petit i les partícules petites poden romandre sospeses en l'aire molt de temps i ésser transportades a grans distàncies per l'aire o l'aigua abans de dipositar-se. Les fibres i partícules més grans tendeixen a dipositar-se més ràpidament.
Les fibres d'asbest no es poden moure pel sòl. Normalment no es degraden en altres compostos i romanen virtualment inalterades durant molt de temps.

## Toxicitat

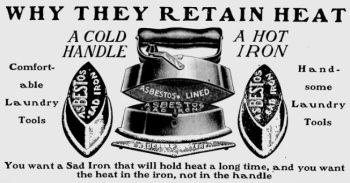
Les aplicacions de l'asbest es van multiplicar a finals del segle XIX: publicitat d’una planxa de roba revestida d’asbest (1906)

Tots ens veiem exposats a les petites quantitats d'asbest de l'aire que respirem. Aquests nivells varien d'entre 0.00001 a 0.0001 fibres per mil·lilitre d'aire. Els nivells més elevats es troben normalment a les ciutats i en àrees industrials. La gent que treballa en indústries que fabriquen o usen productes d'asbest o que treballen en la mineria d'asbest pot veure's exposada a alts nivells d'asbest. La gent que, simplement, hi viu a prop, també s'hi pot veure exposada. Les fibres d'asbest poden alliberar-se a l'aire en pertorbar materials que en contenen durant l'ús del producte, demolicions, manteniment, reparació o renovació d'edificis i habitatges. Normalment, l'exposició pot tenir lloc només quan el material que en conté és pertorbat de manera que alliberi partícules o fibres a l'aire.
L'aigua potable també pot contenir l'asbest de fonts naturals o de canonades de ciment que en contenen.

## Malalties provocades per l'asbest

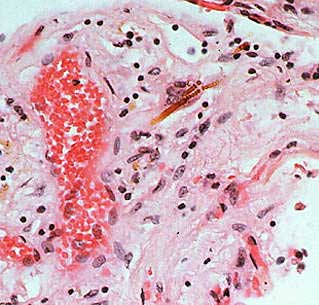
Fibres d'asbest afectant teixit pulmonar.

Totes les formes d'asbest són cancerigens per als éssers humans; així ho va determinar el Departament de Salut i Serveis Humans (DHHS) de l'Organització Mundial de la Salut (OMS). Els tipus de càncer més freqüent són el de pulmó, el de laringe, el d'ovari i el mesotelioma.
L'asbest afecta principalment els pulmons i la membrana que els envolta, la pleura. Inhalar alts nivells de fibres d'asbest durant molt de temps pot produir lesions que semblen cicatrius als pulmons i a la pleura. Aquesta malaltia s'anomena asbestosi i normalment afecta els treballadors exposats a l'asbest, però no a la població en general. La gent amb asbestosi té dificultats en respirar, sovint té tos, i en els casos més greus pateix dilatació del cor. L'asbestosi és una malaltia greu que, eventualment, pot produir incapacitat i, fins i tot, la mort; així mateix, l'asbestosi augmenta el risc de patir càncer de pulmó i mesotelioma maligne.
Respirar nivells d'asbest més baixos pot produir alteracions en la pleura, anomenades plaques. Les plaques pleurals poden afectar treballadors i, ocasionalment, a gent que viu en àrees amb alts nivells ambientals d'absest. Els efectes de les plaques pleurals en la respiració són, normalment, seriosos, però l'exposició a nivells més elevats pot produir un engrossiment de la pleura que pot restringir la respiració.
Se sap que respirar asbest pot augmentar el risc de càncer en éssers humans. Hi ha dos tipus de càncer produïts per l'exposició a l'asbest: càncer de pulmó i mesotelioma. El mesotelioma és un càncer de pleura o del teixit que envolta la cavitat abdominal (el peritoneu). El càncer produït per l'asbest no apareix immediatament, sinó que es manifesta passats uns quants anys. Els estudis en treballadors també suggereixen que respirar asbest pot augmentar les possibilitats de contraure càncer en altres parts del cos (estómac, intestí, pàncrees i ronyons), encara que això és més incert. En 2018 Johnson & Johnson va ser condemnada a pagar 4.700 milions de dòlars en compensacions per causar càncer d'ovari amb el seu pols de talc amb asbest.
La combinació d'exposició a l'asbest i el fum de tabac augmenta considerablement les possibilitats de contraure càncer de pulmó. Per tant, si hom s'ha vist exposat a l'asbest, és aconsellable que deixi de fumar. Aquesta pot ser una de les decisions més importants que hom pot prendre per millorar la seva salut i disminuir el risc de contraure càncer.

### Diagnòstic
Els nivells baixos d'asbest es poden mesurar en l'orina, els excrements, els líquids mucosos o en rentats pulmonars de la població general. Els nivells més elevats que la mitjana de fibres d'asbest en teixits poden confirmar l'exposició, però no predir si afectarà la salut.
Per avaluar malalties relacionades amb l'exposició a l'asbest es necessiten un historial complet, un examen físic i proves de diagnòstic. La radigrafia del pit és la millor eina per detectar canvis en els pulmons resultants de l'exposició a l'asbest. Proves de funció pulmonar i sondejos computaritzats en tres dimensions del pulmó també ajuden en el diagnòstic de malalties relacionades amb l'asbest.

## Tipus d'asbests i fibres associades

### Serpentina
El crisòtil (Mg₃(Si₂O₅)(OH)₄) és l'únic asbest classificat com a serpentina; aquest sol obtenir-se de les roques serpentinitzades que són comunes arreu del món. El crisòtil és un asbest àmpliament usat, de fet representa el 95% de l'amiant emprat en construcció a Amèrica. El seu ús estès és degut, entre d'altres, per la seva flexibilitat en comparació amb els amiants amfíbols; com a conseqüència d'aquesta flexibilitat pot filar-se i usar-se en teixits. El seu ús més habitual és en construcció, com ara en sostres, plaques i panells, tot i que també ha estat usat en pastilles de frens, material antiincendis, aïllant en canonades, entre d'altres.

### Amfíbol
Les fibres de la classe d'amfibols són aciculars. L'amosita, la crocidolita, la tremolita, l'antofil·ita i l'actinolita són membres de la classe d'amfibols.

#### Amosita
L'amosita, CAS No. 12172-73-5, sovint coneguda com amiant marró, és un nom comercial per als amfibols que pertanyen a la solució sòlida cummingtonita-grunerita, generalment provinents de Sud-àfrica, anomenada com a acrònim parcial pel nom Asbestos Mines of South Africa. Una fórmula proposada per a l'amosita és Fe7Si8O22(OH)₂. L'amosita s'observa, sota microscopi, com una fibra vidriosa de color blanc grisenc. El seu ús més habitual és com a retardador de foc en productes d'aïllant tèrmic o plaques aïllant als sostres i teulades.

#### Crocidolita
La crocidolita, CAS No. 12001-28-4, coneguda com amiant blau, és la forma fibrosa de l'amfíbol riebeckita, que es troba principalment al sud de l'Àfrica, però també a Austràlia i Bolívia. Una fórmula proposada per a la crocidolita és Na₂Fe(II)₃Fe(III)₂Si8O22(OH)₂. La crocidolita s'observa, sota microscopi, com una fibra blavosa. La crocidolita sol presentar-se en forma de fibres toves i friables. Totes les formes d'amiant són fibril·lars en el sentit que estan compostes per fibres amb amplades inferiors a 1 micròmetre disposades en feixos de molta amplada.

#### Altres materials
Altres minerals d'amiant regulats, com ara la tremolita, CAS No. 77536-68-6, Ca₂Mg5Si8O22(OH)₂; l'actinolita, CAS No. 77536-66-4, Ca₂(Mg,FeII)5(Si8O22)(OH)₂; i l'antofil·ita, CAS No. 77536-67-5, (Mg,FeII)7Si8O22(OH)₂; s'utilitzen menys freqüentment a nivell industrial, però encara es poden trobar en diversos materials de construcció i materials d'aïllament; així mateix, s'han utilitzat en alguns productes de consum.
Altres minerals naturals en forma d'amiant, com ara la richterita, Na(CaNa)(Mg,FeII)5(Si8O22)(OH)₂, i la winchita, (CaNa)Mg4(Al,Fe(III))(Si8O22)(OH)₂, tot i que no estan regulats, se diu que no són menys perjudicials que la tremolita, l'amosita o la crocidolita. S'anomenen "amb forma d'amiant" en comptes d'amiant. Tot i que l'Administració de Seguretat i Salut Ocupacional dels Estats Units (OSHA) no els ha inclòs dins l'estàndard de l'amiant, el NIOSH i l'American Thoracic Society els han recomanat per a la seva inclusió com a materials regulats perquè també podrien ser perjudicials per a la salut.